# Upplands runinskrifter 46
Runinskrift U 46 är ristad på en runsten som nu står uppställd utanför Lovö kyrka på Lovön i Mälaren, Lovö socken och Ekerö kommun i Uppland. 
Runstenen fanns på 1600-talet utanför kyrkans vapenhusdörr. Vapenhuset revs år 1798 och stenen blev täckt med jord. Den återfanns 1935 vid restaureringsarbeten på kyrkan.
Stenens höjd är 2,70 meter och dess bredd 1,60 meter.
Stenen är av texten att döma rest efter en kvinna. Den från runor översatta inskriften följer nedan: 

## Inskriften
Translitterering av runraden:
hulmk[a]iʀ · auk · u... ...[ist]u · st[a]in ... aftiʀ · muþu- ...-nuk-... ...[i]l... ...u · siua
Normalisering till runsvenska:
Holmgæiʀʀ ok ... [r]æistu stæin ... æftiʀ moðu[r] ... ... ... ...
Översättning till nusvenska:
Holmger och... reste sten... efter moder...

### Fotnoter
1. ↑  Fornminnesregistret: 40:1
2. 1 2  Elias Wessén, Sven B.F. Jansson, red (1940-1943). Sveriges runinskrifter. Bd 6, Upplands runinskrifter, del 1. Stockholm: KVHAA. http://www.raa.se/runinskrifter/sri_uppland_b06_text_1.pdf
3. 1 2  Samnordisk runtextdatabas, U 46, 2014